# Te Amo (canção de Rihanna)
"Te Amo" é uma canção da cantora barbadense Rihanna, gravada para o seu quarto álbum de estúdio Rated R. Foi escrita e produzida pela equipa norueguesa Stargate, com auxílio de James Fauntleroy II e da própria intérprete na escrita. A sua gravação decorreu em 2009, nos estúdios Metropolis em Londres, Inglaterra. Após a escolha do lançamento de "Rockstar 101" para os mercados norte-americanos, o tema foi enviado para as áreas radiofónicas mainstream do Canadá através da Def Jam Recordings a 7 de Junho de 2010, servindo como quinto e último single do projecto. No dia seguinte, foi disponibilizado digitalmente na iTunes Store de vários países, incluindo a Austrália, Itália e Portugal.
Deriva de origens estilísticas de música latina e R&B, que infunde som electrónico com uma mistura de sintetizadores. A sua sonoridade é composta através dos vocais, juntando ainda acordes de guitarra e piano. Liricamente, o tema retrata a história de uma mulher que se apaixona por Rihanna, mas esta tenta explicar que não gosta dela da mesma maneira. A recepção por parte da crítica sobre música foi positiva, em que alguns analistas elogiaram a faixa pela sua letra e pelo som menos futurista que está expresso noutras faixas do disco. Após o seu lançamento, o desempenho comercial foi positivo, conseguindo alcançar as vinte canções mais vendidas de vários mercados internacionais, como a Áustria, Finlândia, Irlanda, Itália, Noruega, Polónia, entre outros. A sua repercussão resultou na certificação de disco de ouro pela Australian Recording Industry Association (ARIA), Federazione Industria Musicale Italiana (FIMI) e pela Federação Internacional da Indústria Fonográfica (IFPI) da Suíça.
O vídeo musical foi filmado a 29 e 30 Abril de 2010 em França, com a direcção de Anthony Mandler, que já tinha trabalhado anteriormente com Rihanna em "Russian Roulette" e "Wait Your Turn". A história é retratada num castelo, em que a modelo Laetitia Casta tenta seduzir a cantora ao longo das várias cenas, que percorrem desde do jardim, as salas e outras habitações do palacete. Os analistas prezaram as cores utilizadas no projecto, pois transmitiam um clima menos pesado que estava presente nos telediscos anteriores. A faixa recebeu várias interpretações ao vivo como parte da sua divulgação, como no festival Big Weekend da BBC Radio 1 e fez parte do alinhamento da digressão mundial Last Girl on Earth Tour, que passou por cidades como Antuérpia, Zurique, Toronto e Las Vegas.

## Antecedentes e divulgação

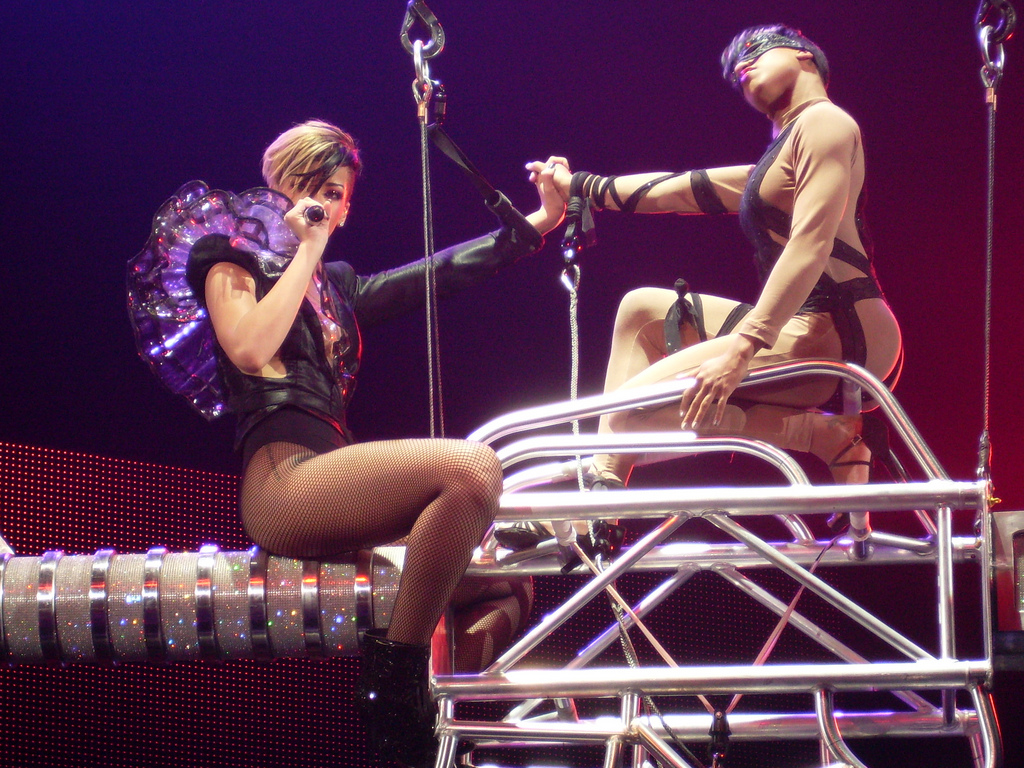
Rihanna a interpretar "Te Amo" na digressão mundial Last Girl on Earth Tour.

No dia 20 de Junho de 2009, ainda antes do lançamento de Rated R, a música foi divulgada na Internet sem o conhecimento prévio da Def Jam Recordings e ainda no estado de demonstração. Os média confirmaram que James Fauntleroy II tinha escrito o tema e que se tratava de uma rapariga explicar a outra que a ama, mas não a nível amoroso. No Brasil, começou a ser reproduzido nas rádios locais e tornou-se num dos registos com mais audiência de 2009. A 2 de Novembro de 2009, a editora da cantora revelou o alinhamento completo do quarto álbum que revelava a presença de "Te Amo" na lista. Em Abril de 2010, o seu lançamento como single foi confirmado e estava planeado para suceder a "Rude Boy". Contudo, a dias da actuação de Rihanna no programa norte-americano American Idol, a editora discográfica decidiu antes lançar "Rockstar 101" direccionada para o mercado dos Estados Unidos.
O registo foi editado igualmente, mas direccionado para os restantes países, especialmente no continente europeu. No Reino Unido, começou a ser promovido nas rádios britânicas a 24 de Maio de 2010. O tema foi ainda enviado para as áreas radiofónicas mainstream do Canadá a 7 de Junho de 2010 através da Def Jam Recordings, servindo como quinto e último single do projecto. No dia seguinte, foi disponibilizado digitalmente na iTunes Store de vários países, incluindo a Austrália, Itália e Portugal. Com a mesma constituição que a versão digital, foi ainda feita comercialização através de CD single somente na Alemanha.  A sua divulgação começou com a primeira interpretação ao vivo realizada por Rihanna no festival Big Weekend da BBC Radio 1 a 23 de Maio de 2010 em Gales, em conjunto com outros trabalhos como "Mad House", "Hard", "Disturbia", "Rude Boy", "Russian Roulette", "Don't Stop the Music", "SOS" e "Umbrella". A canção também fez parte do alinhamento da digressão mundial Last Girl on Earth Tour, que passou por cidades como Antuérpia, Zurique, Toronto e Las Vegas. A artista também interpretou a obra no Brasil, durante o primeiro dia do espectáculo Rock in Rio 2011 no Rio de Janeiro.

## Estilo musical e letra
"Te Amo" é uma canção que incorpora elementos de estilo latinos-americanos e R&B, produzida pela equipa norueguesa Stargate. A sua gravação foi trabalhada por Mikkel S. Eriksen e Marcos Tovar em 2009, nos estúdios Metropolis em Londres, Inglaterra. A sua composição foi construída com acordes de guitarra por Bernt Rune Stray e piano a cargo de Eriksen e Tor Erik Hermansen. Kevin "KD" Davis tratou da mistura em conjunto com Anthony Palazzole.
A letra foi escrita por Eriksen, Hermansen, James Fauntleroy II e pela própria Rihanna. De acordo com a partitura publicada pela Universal Music Publishing Group, a música é definida no tempo de assinatura de 172 batidas por minuto. Composta na chave de sol menor com o alcance vocal que vai desde da nota baixa de fá sustenido de três oitavas, para a nota de alta de si de quatro. Liricamente, o tema retrata a história de uma rapariga que se apaixona pela intérprete, mas esta tenta explicar que não gosta dela da mesma maneira. Ailbhe Malone da revista NME descreveu o significado da letra na sua análise ao álbum Rated R, explicando que a artista canta numa perspectiva masculina em que retrata um homem que não se pode comprometer, em vez de uma mulher que "se está a agarrar a um ideal irrealista".

## Recepção pela crítica
| Críticas profissionais | Críticas profissionais |
| Avaliações da crítica  | Avaliações da crítica  |
| Fonte                  | Avaliação              |
| ---------------------- | ---------------------- |
| BBC                    | [ 22 ]                 |
| Digital Spy            | [ 17 ]                 |

As críticas após o lançamento da faixa foram geralmente positivas, que em conjunto com "Rockstar 101", foram consideradas dois registos do disco sem "uma sonoridade futurista". Fraser McAlpine da BBC Music atribuiu quatro estrelas de cinco possíveis, comentando que o tema do lesbianismo "é uma velha, velha história": "Rapariga conhece rapariga. A menina fala uma língua diferente para a outra. Rapariga ama rapariga. A menina não ama menina. Rapariga [fica] triste. Todos nós já presenciámos isto, certo? E Rihanna captura muito bem esse sentimento (de verdade, apesar de eu soar incrivelmente hipócrita sobre isto)". Robert Copsey do sítio Digital Spy conferiu a mesma pontuação que McAlpine e observou que Rihanna tinha progredido de cantar sobre um interesse masculino num de seus singles anteriores, "Rude Boy", para fantasiar com as mulheres. Copsey considerou que "Te Amo" era um dos momentos menos ameaçadores de Rated R, complementando que a música mostra "La Fenty às voltas com a sua sensualidade envolta com batidas latinas irresistíveis de Stargate". Enquanto fazia a sua análise ao álbum, Jude Rogers da BBC notou que a sua melodia era uma das menos futuristas em todo o trabalho, por não possuir influências electrónicas no seu arranjo, presentes em "Hard" e "G4L". Gerard McGarry do portal Unreality Shout afirmou o seguinte na sua análise: "É, certamente, uma das canções mais fáceis de ouvir comparada com lançamentos recentes de singles da cantora, pois tem uma atmosfera suave, sensual, uma vibração latina e sensual na qual ela faz facilmente arder o seu caminho. Apesar de ser uma faixa agradável, não me parece particularmente memorável".

## Vídeo musical

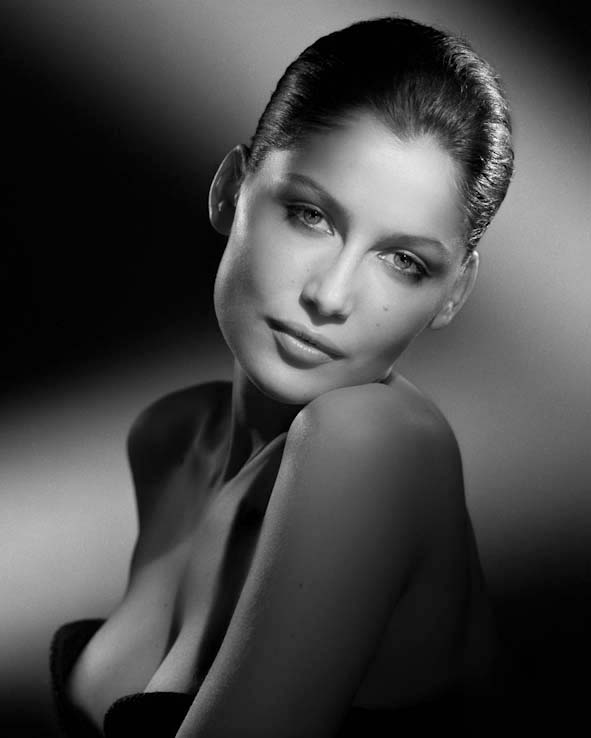
A modelo francesa Laetitia Casta (foto) desempenha o papel de uma mulher atraída por Rihanna.

O vídeo musical foi gravado nos dias 29 e 30 de Abril de 2010 na cidade de Vigny, em França, com a direcção de Anthony Mandler, que já tinha trabalhado anteriormente com a cantora em "Russian Roulette" e "Wait Your Turn". Durante as filmagens, foram tiradas fotos em que a artista possuía um vestido colorido desenhado por Mara Hoffman e com um custo avaliado em mil dólares. A modelo francesa Laetitia Casta desempenhou o papel de mulher fatal e interesse amoroso da protagonista da história. O projecto acabou por estrear a 28 de Maio de 2010, divulgado pelo periódico alemão Bild-Zeitung na sua página oficial na Internet.
O teledisco, com uma duração superior a quatro minutos, começa com a chegada de Laetitia ao castelo num carro, com uma indumentária provocadora, enquanto Rihanna a espera dentro da habitação. Ao longo de todo o vídeo, Casta tenta seduzir a cantora enquanto esta inicialmente resiste, mas no final, cede ao charme feminino da modelo. São mostradas várias transições, como numa sala da mansão em que as duas mulheres trocam olhares e toques, são mostradas em cima de uma mesa com iluminação ultravioleta e ainda no jardim. A meio do trabalho, é exibida uma sala com bailarinos do sexo masculino e Rihanna está sentada ao colo de Laetitia. Os últimos dois cenários inclui a dupla protagonista num quarto escuro num cenário de escravidão sexual e com roupas feitas de cloreto de vinil, e de seguida, sentadas em frente a uma mesa em chamas olhando de longe uma para a outra. Monica Herrera da revista Billboard fez um comentário sobre o trabalho, afirmando que a intérprete "guardou um vídeo mais sexy do que o de 'Rockstar 101' para os fãs a bordo". Herrera descreveu as várias fases mostradas, entre as quais quando a artista "brinca no quarto e provocando um incêndio com a sua sensual companheira feminina".

## Faixas e formatos
A versão single de "Te Amo" contém duas faixas, a original com duração de três minutos e vinte e oito segundos, juntamente com uma remistura de "Rude Boy". A edição comercializada em CD single na Alemanha apresenta a mesma constituição que o formato digital.
| Descarga digital |                                     |         |  |
| N.º              | Título                              | Duração |  |
| 1.               | "Te Amo"                            | 3:28    |  |
| 2.               | "Rude Boy" (Wideboys Stadium Radio) | 3:16    |  |
| Duração total:   | Duração total:                      | 6:44    |  |

| CD single      |                                     |                |         |  |
| N.º            | Título                              | Compositor(es) | Duração |  |
| 1.             | "Te Amo"                            |                | 3:28    |  |
| 2.             | "Rude Boy" (Wideboys Stadium Radio) |                | 3:16    |  |
| Duração total: | Duração total:                      | Duração total: | 6:44    |  |

## Desempenho nas tabelas musicais
Após o lançamento do álbum, "Te Amo" conseguiu entrar pela primeira vez numa tabela musical a 4 de Dezembro de 2009, neste caso da Suécia, a Sverigetopplistan, onde permaneceu inicialmente durante uma semana na posição 52. Depois da sua comercialização em CD, a canção reentrou para o 53.º lugar a 7 de Julho de 2010 e duas semanas depois conseguiu atingir o seu melhor posto, o 48.º. No Reino Unido, debutou primeiro na UK R&B Singles Chart a 29 de Abril de 2010, e no mês seguinte, atingiu a quinta posição como melhor. Na principal UK Singles Chart estreou em trigésimo a 15 de Maio de 2010, e duas semanas depois conseguiu atingir o décimo quarto lugar como melhor. Na Europa, a canção conseguiu listar-se nas vinte posições dos singles mais vendidos de vários países, como Alemanha, Áustria, Bélgica, Finlândia, Hungria, Irlanda, Itália, Países Baixos, Noruega, Portugal e Suíça. A sua repercussão resultou na certificação de disco de ouro pela Federazione Industria Musicale Italiana (FIMI) e Federação Internacional da Indústria Fonográfica (IFPI) da Suíça.
Na Austrália, a 23 de Maio de 2010 a faixa entrou na ARIA Singles Chart na 35.ª posição, mais tarde atingido a 22.ª como melhor em território australiano. Inclusive, a Australian Recording Industry Association (ARIA) também atribuiu um galardão de ouro a "Te Amo" pelo seu desempenho no país. No Brasil, após a sua reprodução bem sucedida nas rádios locais, atingiu o décimo oitavo lugar como melhor na tabela Brasil Hot 100 Airplay, compilada pela revista Billboard Brasil.
| Tabela musical (2009-2010)          | Melhor posição |
| ----------------------------------- | -------------- |
| Alemanha - Media Control AG         | 11             |
| Austrália - ARIA Singles Chart      | 22             |
| Áustria - Ö3 Austria Top 75         | 11             |
| Bélgica - Ultratop (Flandres)       | 14             |
| Bélgica - Ultratop (Valónia)        | 10             |
| Brasil - Brasil Hot 100 Airplay     | 18             |
| Canadá - Canadian Hot 100           | 66             |
| Dinamarca - Tracklisten             | 22             |
| Escócia - Scottish Singles Chart    | 21             |
| Eslováquia - IFPI                   | 34             |
| Europa - European Hot 100           | 18             |
| Finlândia - Suomen virallinen lista | 14             |
| Hungria - Single Top 10             | 5              |
| Irlanda - IRMA                      | 16             |
| Israel - Media Forest               | 10             |
| Itália - FIMI                       | 7              |
| Noruega - VG-lista                  | 12             |
| Países Baixos - Dutch Top 40        | 31             |
| Polónia - ZPAV                      | 2              |
| Portugal - Portugal Digital Songs   | 2              |
| Chéquia - IFPI Česká Republika      | 6              |
| Reino Unido - UK Singles Chart      | 14             |
| Reino Unido - UK R&B Singles Chart  | 5              |
| Suécia - Sverigetopplistan          | 48             |
| Suíça - Schweizer Hitparade         | 9              |

| Tabela musical (2010)          | Posição |
| ------------------------------ | ------- |
| Áustria - Ö3 Austria Top 75    | 61      |
| Itália - Italian Singles Chart | 36      |
| Suíça - Schweizer Hitparade    | 43      |

| País        | Provedor | Certificação |
| ----------- | -------- | ------------ |
| Austrália   | ARIA     | Ouro         |
| Itália      | FIMI     | Ouro         |
| Reino Unido | BPI      | Prata        |
| Suíça       | IFPI     | Ouro         |

## Créditos
Todo o processo de elaboração da canção atribui os seguintes créditos pessoais:
- Rihanna – vocalista principal, composição;
- Mikkel S. Eriksen (Stargate) - composição, produção, produção vocal, gravação, instrumentos;
- Tor Erik Hermansen (Stargate) - composição, produção, instrumentos;
- James Fauntleroy II - composição;
- Marcos Tovar - gravação;
- Ross Parkin, Neil Tucker - assistência;
- Kevin "KD" Davis  - mistura;
  - Anthony Palazzole  - assistência.
- Bernt Rune Stray - guitarra.

## Histórico de lançamento
"Te Amo" foi enviada para as rádios mainstream do Canadá a 7 de Junho de 2010. Um dia depois, foi disponibilizada digitalmente na iTunes Store de vários países, como Austrália, Brasil e Portugal. Mais tarde, também foi comercializado em CD single na Alemanha.
| País          | Data               | Formato          | Editora discográfica |
| ------------- | ------------------ | ---------------- | -------------------- |
| Canadá        | 7 de Junho de 2010 | Rádio mainstream | Def Jam Recordings   |
| Austrália     | 8 de Junho 2010    | Descarga digital | Def Jam Recordings   |
| Brasil        | 8 de Junho 2010    | Descarga digital | Def Jam Recordings   |
| Itália        | 8 de Junho 2010    | Descarga digital | Def Jam Recordings   |
| Nova Zelândia | 8 de Junho 2010    | Descarga digital | Def Jam Recordings   |
| Portugal      | 8 de Junho 2010    | Descarga digital | Def Jam Recordings   |
| Alemanha      | 11 de Junho 2010   | CD single        | Def Jam Recordings   |